# Jenny Colgan
Jenny Colgan (Prestwick, Ayrshire, 14 september 1972) is een Schots auteur van romans en jeugdliteratuur. Zij heeft verhaallijnen voor Doctor Who geschreven. Ze schrijft zowel onder haar eigen naam als onder de pseudoniemen Jane Beaton en J.T. Colgan.

## Leven en werk
Colgan studeerde aan de University of Edinburgh en werkte zes jaar in de gezondheidszorg, werkte zwart als cartoonist en als stand-upcomedian.
Haar boeken zijn onder meer in het Nederlands vertaald en een aantal is tevens uitgegeven als luisterboek en e-book. Ze heeft meer dan veertig boeken op haar naam staan.

## Privé
Colgan woont met haar man Andrew en drie kinderen afwisselend in Frankrijk en Londen.